# Mietta e i Ragazzi di Via Meda
Mietta e i Ragazzi di Via Meda è un album musicale, pubblicato nel 1993.
A pochi mesi dall'uscita sul mercato di Lasciamoci respirare, la cantante Mietta partecipa al Festival di Sanremo 1993 con la canzone Figli di chi, facendosi accompagnare sul palco dai Ragazzi di Via Meda, un gruppo vocale costituito per l'occasione.
In contemporanea con la manifestazione viene pubblicato questo album, contenente, oltre al brano citato, Siamo vivi, che viene eseguito dal gruppo, ed altri 14 pezzi interpretati singolarmente dai componenti del gruppo stesso, cioè Danilo Amerio, Bambini in Bikini, Andrea Plebani, Ricky Palazzolo, Sergio Laccone e Patrizio Martucci, o da altri artisti emergenti appartenenti alla stessa casa discografica, quali Nek, Riccardo Eterno, Cliò e Valeria Visconti.

## Tracce
1. Figli di chi - Mietta e Ragazzi di Via Meda
2. Buttami via - Danilo Amerio
3. Le ragazze della mia città - Bambini in Bikini
4. Abbiamo vinto noi - Riccardo Eterno
5. Finalmente libero - Andrea Plebani
6. Non dire mai - Cliò
7. Sogni miei - Nek
8. Non lo do - Ricky Palazzolo
9. Lato latino - Danilo Amerio
10. Amami - Nek
11. Ma io me ne andrò - Valeria Visconti
12. Senza freni - Bambini in Bikini
13. Io e te - Andrea Plebani
14. Sì... no - Sergio Laccone
15. Cambierà - Patrizio Martucci
16. Siamo vivi - Ragazzi di Via Meda